# 노디 홀더
네빌 존 "노디" 홀더(영어: Neville John "Noddy" Holder, 1946년 6월 15일 ~ )는 영국의 음악가, 작곡가, 배우이다. 그는 1970년대 영국에서 가장 성공한 록 밴드 중 하나인 슬레이드의 리드 보컬리스트이자 리듬 기타리스트였다.
특징적이고 폭넓으며 강력한 보이스로 알려진 홀더는 베이스 기타리스트 짐 리와 함께 슬레이드의 대부분 곡들을 공동 작곡했으며, 그중에는 〈Mama Weer All Crazee Now〉, 〈Cum On Feel the Noize〉, 〈Merry Xmas Everybody〉가 포함된다. 1992년 슬레이드를 떠난 이후 그는 텔레비전과 라디오 분야로 활동을 다각화하였으며, 특히 ITV 코미디 드라마 시리즈 《더 그림리스》 (1999년~2001년)에서 주연을 맡았다.

## 경력

### 슬레이드
1966년 드러머 돈 파월은 기타리스트 데이브 힐과 베이시스트, 키보디스트, 바이올린 연주자, 작곡가 짐 리가 이미 포함되어 있던 밴드 더 엔 비트윈스에 홀더가 합류하도록 설득했다. 그들은 함께 앰브로즈 슬레이드를 결성했고, 결국 슬레이드가 되어 영국에서 가장 잘 팔린 록 밴드 중 하나가 되었다. 짐 리와 홀더는 밴드의 대부분 곡을 공동으로 작곡하는 가장 성공적인 작곡 파트너십으로 드러났다. 밴드는 원년 멤버 구성으로 21개의 히트 싱글을 기록했고 15장의 음반을 발표했다.
슬레이드는 특히 홀더와 리가 쓴 〈Merry Xmas Everybody〉로 기억된다. 홀더는 1973년 슬레이드와 함께 이 싱글을 녹음했고, 이 곡은 밴드의 여섯 번째 1위 곡이자 영국 싱글 차트에서 바로 1위로 진입한 세 번째 슬레이드 싱글이었다. 〈Merry Xmas Everybody〉는 영국에서만 132만 장이 팔렸다.
26년간 슬레이드와 함께한 후 홀더는 1992년에 밴드를 떠나 음악 외의 경력을 추구했으며, 라디오 진행자, 텔레비전 인물, 배우, 성우로서 정기적으로 활동했다.